# Chimney
Chimney – osada w Anglii, w hrabstwie Oxfordshire, w dystrykcie West Oxfordshire. Leży 17 km na zachód od Oksfordu i 97 km na zachód od Londynu.